# 香坂あかね
香坂 あかね（こうさか あかね、1976年11月8日 - ）は、山形県を拠点に活動している日本のフリーアナウンサー、飲食店経営者。

## 来歴
山形県山形市出身。東北芸術工科大学芸術学部美術科日本画コース卒業。
大学を卒業後、山形テレビ (YTS) に入社。報道制作局に配属され、同局のリポーター、アナウンサーになる。
2012年3月いっぱいで山形テレビを退社した後、山形市内に飲食店を開業する。また、店の経営をしながらアナウンサーとしての活動も続けている。山形県内での活動が中心であるが、宮城県内で行われるイベントに参加することもある。

## 人物
山形テレビへの入社前に、GRACE（グレース）という音楽バンドのメインボーカルを務めていたことがある。同バンドはNHK BS2『おーい、ニッポン』で企画された山形県の歌「N・DA」を手掛けており、1999年12月18日にはこの曲と山梨県の歌「切ない果実」を収録したシングルCDがリリースされている（発売元：日本コロムビア、品番：CODA-50207）。

## 出演

### テレビ番組
- スーパーJチャンネルYTSゴジダス（山形テレビ） - 「口コミ！どっとコム」リポーター[2]
- 伝心の家（山形テレビ）[1]
- YTSニュース

### CM
- 山形トヨペット[1]